# الثمانيات المجنونة
لعبة الثمانيات المجنونات أو الثمانية المجنونة هي لعبة ورق من لاعبين (2) إلى 7 لاعبين وتعتمد على الملاحظة والاختيار السليم والحظ. تُلعب الثمانية المجنونة بوضع ورقة على الأرض ثم يضع اللاعبون أوراقهم بشرط أن تكون نفس العلامة أو نفس الورقة بعلامة مختلفة.